# Сатурн (премия, 2013)
39-я церемония вручения наград премии «Сатурн» за заслуги в области фантастики, фэнтези и фильмов ужасов за 2012 год состоялась 26 июня 2013 года в Castaway Event Center, Бербанк, Калифорния. На церемонии были представлены фильмы и телесериалы за период с 1 февраля 2012 по 11 февраля 2013.
Номинанты были объявлены 20 февраля 2013 года.

## Список лауреатов и номинантов
Лауреаты указаны первыми, выделены жирным шрифтом и  отдельным цветом. 

### Игровое кино
| Категория                                                          | Лауреаты и номинанты                                                                             | Лауреаты и номинанты                                                                       |
| ------------------------------------------------------------------ | ------------------------------------------------------------------------------------------------ | ------------------------------------------------------------------------------------------ |
| Лучший научно-фантастический фильм                                 | • Мстители / The Avengers                                                                        | • Мстители / The Avengers                                                                  |
| Лучший научно-фантастический фильм                                 | • Хроника / Chronicle                                                                            |                                                                                            |
| Лучший научно-фантастический фильм                                 | • Облачный атлас / Cloud Atlas                                                                   |                                                                                            |
| Лучший научно-фантастический фильм                                 | • Голодные игры / The Hunger Games                                                               |                                                                                            |
| Лучший научно-фантастический фильм                                 | • Петля времени / Looper                                                                         |                                                                                            |
| Лучший научно-фантастический фильм                                 | • Прометей / Prometheus                                                                          |                                                                                            |
| Лучший фильм-фэнтези                                               | • Жизнь Пи / Life of Pi                                                                          | • Жизнь Пи / Life of Pi                                                                    |
| Лучший фильм-фэнтези                                               | • Новый Человек-паук / The Amazing Spider-Man                                                    |                                                                                            |
| Лучший фильм-фэнтези                                               | • Хоббит: Нежданное путешествие / The Hobbit: An Unexpected Journey                              |                                                                                            |
| Лучший фильм-фэнтези                                               | • Руби Спаркс / Ruby Sparks                                                                      |                                                                                            |
| Лучший фильм-фэнтези                                               | • Белоснежка и охотник / Snow White and the Huntsman                                             |                                                                                            |
| Лучший фильм-фэнтези                                               | • Третий лишний / Ted                                                                            |                                                                                            |
| Лучший фильм ужасов или триллер                                    | • Хижина в лесу / The Cabin in the Woods                                                         | • Хижина в лесу / The Cabin in the Woods                                                   |
| Лучший фильм ужасов или триллер                                    | • Операция «Арго» / Argo                                                                         |                                                                                            |
| Лучший фильм ужасов или триллер                                    | • Невозможное / Lo imposible                                                                     |                                                                                            |
| Лучший фильм ужасов или триллер                                    | • Семь психопатов / Seven Psychopaths                                                            |                                                                                            |
| Лучший фильм ужасов или триллер                                    | • Женщина в чёрном / The Woman in Black                                                          |                                                                                            |
| Лучший фильм ужасов или триллер                                    | • Цель номер один / Zero Dark Thirty                                                             |                                                                                            |
| Лучший боевик или приключенческий фильм                            | • 007: Координаты «Скайфолл» / Skyfall                                                           | • 007: Координаты «Скайфолл» / Skyfall                                                     |
| Лучший боевик или приключенческий фильм                            | • Эволюция Борна / The Bourne Legacy                                                             |                                                                                            |
| Лучший боевик или приключенческий фильм                            | • Тёмный рыцарь: Возрождение легенды / The Dark Knight Rises                                     |                                                                                            |
| Лучший боевик или приключенческий фильм                            | • Джанго освобождённый / Django Unchained                                                        |                                                                                            |
| Лучший боевик или приключенческий фильм                            | • Отверженные / Les Misérables                                                                   |                                                                                            |
| Лучший боевик или приключенческий фильм                            | • Заложница 2 / Taken 2                                                                          |                                                                                            |
| Лучший полнометражный мультфильм                                   | • Франкенвини / Frankenweenie                                                                    | • Франкенвини / Frankenweenie                                                              |
| Лучший полнометражный мультфильм                                   | • Храбрая сердцем / Brave                                                                        |                                                                                            |
| Лучший полнометражный мультфильм                                   | • Паранорман, или Как приручить зомби / ParaNorman                                               |                                                                                            |
| Лучший полнометражный мультфильм                                   | • Ральф / Wreck-It Ralph                                                                         |                                                                                            |
| Лучший международный фильм                                         | • Охотники за головами / Hodejegerne                                                             | • Охотники за головами / Hodejegerne                                                       |
| Лучший международный фильм                                         | • Анна Каренина / Anna Karenina                                                                  |                                                                                            |
| Лучший международный фильм                                         | • Цыплёнок с черносливом / Poulet aux prunes                                                     |                                                                                            |
| Лучший международный фильм                                         | • Фея / La Fée                                                                                   |                                                                                            |
| Лучший международный фильм                                         | • Мой путь / 마이웨이                                                                            |                                                                                            |
| Лучший международный фильм                                         | • Дилер / Pusher                                                                                 |                                                                                            |
| Лучший независимый фильм в прокате (Best independent film release) | • Киллер Джо / Killer Joe                                                                        | • Киллер Джо / Killer Joe                                                                  |
| Лучший независимый фильм в прокате (Best independent film release) | • Эксперимент «Повиновение» / Compliance                                                         |                                                                                            |
| Лучший независимый фильм в прокате (Best independent film release) | • Хичкок / Hitchcock                                                                             |                                                                                            |
| Лучший независимый фильм в прокате (Best independent film release) | • Газетчик / The Paperboy                                                                        |                                                                                            |
| Лучший независимый фильм в прокате (Best independent film release) | • Робот и Фрэнк / Robot & Frank                                                                  |                                                                                            |
| Лучший независимый фильм в прокате (Best independent film release) | • Безопасность не гарантируется / Safety Not Guaranteed                                          |                                                                                            |
| Лучший независимый фильм в прокате (Best independent film release) | • Ищу друга на конец света / Seeking a Friend for the End of the World                           |                                                                                            |
| Лучший киноактёр                                                   | Мэттью Макконехи                                                                                 | • Мэттью Макконахи — «Киллер Джо» (за роль киллера Джо Купера)                             |
| Лучший киноактёр                                                   | Мэттью Макконехи                                                                                 | • Кристиан Бейл — «Тёмный рыцарь: Возрождение легенды» (за роль Брюса Уэйна / Бэтмена)     |
| Лучший киноактёр                                                   | Мэттью Макконехи                                                                                 | • Дэниел Крэйг — «007: Координаты „Скайфолл“» (за роль Джеймса Бонда)                      |
| Лучший киноактёр                                                   | Мэттью Макконехи                                                                                 | • Мартин Фримен — «Хоббит: Нежданное путешествие» (за роль молодого Бильбо Бэггинса)       |
| Лучший киноактёр                                                   | Мэттью Макконехи                                                                                 | • Хью Джекман — «Отверженные» (за роль Жана Вальжана)                                      |
| Лучший киноактёр                                                   | Мэттью Макконехи                                                                                 | • Джозеф Гордон-Левитт — «Петля времени» (за роль Джо Симмонса (в 25 лет))                 |
| Лучшая киноактриса                                                 |                                                                                                  | • Дженнифер Лоуренс — «Голодные игры» (за роль Китнисс Эвердин)                            |
| Лучшая киноактриса                                                 | • Джессика Честейн — «Цель номер один» (за роль Майи)                                            |                                                                                            |
| Лучшая киноактриса                                                 | • Энн Дауд — «Эксперимент „Повиновение“» (за роль Сандры)                                        |                                                                                            |
| Лучшая киноактриса                                                 | • Зои Казан — «Руби Спаркс» (за роль Руби Спаркс)                                                |                                                                                            |
| Лучшая киноактриса                                                 | • Хелен Миррен — «Хичкок» (за роль Альмы Ревиль)                                                 |                                                                                            |
| Лучшая киноактриса                                                 | • Наоми Уоттс — «Невозможное» (за роль Марии Беннетт)                                            |                                                                                            |
| Лучший киноактёр второго плана                                     |                                                                                                  | • Кларк Грегг — «Мстители» (за роль агента Фила Колсона)                                   |
| Лучший киноактёр второго плана                                     | • Хавьер Бардем — «007: Координаты „Скайфолл“» (за роль Рауля Сильвы)                            |                                                                                            |
| Лучший киноактёр второго плана                                     | • Майкл Фассбендер — «Прометей» (за роль андроида Дэвида)                                        |                                                                                            |
| Лучший киноактёр второго плана                                     | • Джозеф Гордон-Левитт — «Тёмный рыцарь: Возрождение легенды» (за роль Джона Блейка)             |                                                                                            |
| Лучший киноактёр второго плана                                     | • Иэн Маккеллен — «Хоббит: Нежданное путешествие» (за роль Гэндальфа Серого)                     |                                                                                            |
| Лучший киноактёр второго плана                                     | • Кристоф Вальц — «Джанго освобождённый» (за роль д-ра Кинга Шульца)                             |                                                                                            |
| Лучшая киноактриса второго плана                                   |                                                                                                  | • Энн Хэтэуэй — «Тёмный рыцарь: Возрождение легенды» (за роль Селины Кайл / Женщины-кошки) |
| Лучшая киноактриса второго плана                                   | • Джуди Денч — «007: Координаты „Скайфолл“» (за роль M)                                          |                                                                                            |
| Лучшая киноактриса второго плана                                   | • Джина Гершон — «Киллер Джо» (за роль Шарлы Смит)                                               |                                                                                            |
| Лучшая киноактриса второго плана                                   | • Энн Хэтэуэй — «Отверженные» (за роль Фантины)                                                  |                                                                                            |
| Лучшая киноактриса второго плана                                   | • Николь Кидман — «Газетчик» (за роль Шарлотты Блесс)                                            |                                                                                            |
| Лучшая киноактриса второго плана                                   | • Шарлиз Терон — «Белоснежка и охотник» (за роль королевы Ровенны)                               |                                                                                            |
| Лучший молодой актёр или актриса                                   |                                                                                                  | • Сурадж Шарма — «Жизнь Пи» (за роль Пи Пателя (в 16 лет))                                 |
| Лучший молодой актёр или актриса                                   | • Си Джей Адамс — «Странная жизнь Тимоти Грина» (за роль Тимоти Грина)                           |                                                                                            |
| Лучший молодой актёр или актриса                                   | • Том Холланд — «Невозможное» (за роль Лукаса Беннетта)                                          |                                                                                            |
| Лучший молодой актёр или актриса                                   | • Дэниел Хаттлстоун — «Отверженные» (за роль Гавроша)                                            |                                                                                            |
| Лучший молодой актёр или актриса                                   | • Хлоя Грейс Морец — «Мрачные тени» (за роль Кэролин Стоддард)                                   |                                                                                            |
| Лучший молодой актёр или актриса                                   | • Кувенжаней Уоллис — «Звери дикого Юга» (за роль Хашпаппи)                                      |                                                                                            |
| Лучший режиссёр                                                    |                                                                                                  | • Джосс Уидон — «Мстители»                                                                 |
| Лучший режиссёр                                                    | • Уильям Фридкин — «Киллер Джо»                                                                  |                                                                                            |
| Лучший режиссёр                                                    | • Питер Джексон — «Хоббит: Нежданное путешествие»                                                |                                                                                            |
| Лучший режиссёр                                                    | • Райан Джонсон — «Петля времени»                                                                |                                                                                            |
| Лучший режиссёр                                                    | • Энг Ли — «Жизнь Пи»                                                                            |                                                                                            |
| Лучший режиссёр                                                    | • Кристофер Нолан — «Тёмный рыцарь: Возрождение легенды»                                         |                                                                                            |
| Лучший сценарий                                                    |                                                                                                  | • Квентин Тарантино — «Джанго освобождённый»                                               |
| Лучший сценарий                                                    | • Трэйси Леттс — «Киллер Джо»                                                                    |                                                                                            |
| Лучший сценарий                                                    | • Дэвид Мэги — «Жизнь Пи»                                                                        |                                                                                            |
| Лучший сценарий                                                    | • Мартин Макдонах — «Семь психопатов»                                                            |                                                                                            |
| Лучший сценарий                                                    | • Джосс Уидон — «Мстители»                                                                       |                                                                                            |
| Лучший сценарий                                                    | • Джосс Уидон и Дрю Годдард — «Хижина в лесу»                                                    |                                                                                            |
| Лучшая музыка                                                      |                                                                                                  | • Дэнни Эльфман — «Франкенвини»                                                            |
| Лучшая музыка                                                      | • Майкл Данна — «Жизнь Пи»                                                                       |                                                                                            |
| Лучшая музыка                                                      | • Дарио Марианелли — «Анна Каренина»                                                             |                                                                                            |
| Лучшая музыка                                                      | • Томас Ньюман — «007: Координаты „Скайфолл“»                                                    |                                                                                            |
| Лучшая музыка                                                      | • Говард Шор — «Хоббит: Нежданное путешествие»                                                   |                                                                                            |
| Лучшая музыка                                                      | • Ханс Циммер — «Тёмный рыцарь: Возрождение легенды»                                             |                                                                                            |
| Лучший монтаж                                                      | • Александр Бернер — «Облачный атлас»                                                            | • Александр Бернер — «Облачный атлас»                                                      |
| Лучший монтаж                                                      | • Стюарт Бейрд и Кейт Бэйрд — «007: Координаты „Скайфолл“»                                       |                                                                                            |
| Лучший монтаж                                                      | • Боб Дюксе — «Петля времени»                                                                    |                                                                                            |
| Лучший монтаж                                                      | • Джеффри Форд и Лиза Лэссек — «Мстители»                                                        |                                                                                            |
| Лучший монтаж                                                      | • Джон Гилрой — «Эволюция Борна»                                                                 |                                                                                            |
| Лучший монтаж                                                      | • Тим Скуайрес — «Жизнь Пи»                                                                      |                                                                                            |
| Лучшие костюмы                                                     | • Пако Делгадо — «Отверженные»                                                                   | • Пако Делгадо — «Отверженные»                                                             |
| Лучшие костюмы                                                     | • Жаклин Дюрран — «Анна Каренина»                                                                |                                                                                            |
| Лучшие костюмы                                                     | • Ким Баррет и Пьер-Ив Гайро — «Облачный атлас»                                                  |                                                                                            |
| Лучшие костюмы                                                     | • Шэрен Дэвис — «Джанго освобождённый»                                                           |                                                                                            |
| Лучшие костюмы                                                     | • Боб Бак, Энн Мэскри и Ричард Тейлор — «Хоббит: Нежданное путешествие»                          |                                                                                            |
| Лучшие костюмы                                                     | • Коллин Этвуд — «Белоснежка и охотник»                                                          |                                                                                            |
| Лучшая работа художника-постановщика                               | • Дэн Хенна — «Хоббит: Нежданное путешествие»                                                    | • Дэн Хенна — «Хоббит: Нежданное путешествие»                                              |
| Лучшая работа художника-постановщика                               | • Хью Бэйтап и Ули Ханиш — «Облачный атлас»                                                      |                                                                                            |
| Лучшая работа художника-постановщика                               | • Сара Гринвуд — «Анна Каренина»                                                                 |                                                                                            |
| Лучшая работа художника-постановщика                               | • Дэвид Гропмэн — «Жизнь Пи»                                                                     |                                                                                            |
| Лучшая работа художника-постановщика                               | • Рик Хайнрикс — «Мрачные тени»                                                                  |                                                                                            |
| Лучшая работа художника-постановщика                               | • Ив Стюарт — «Отверженные»                                                                      |                                                                                            |
| Лучший грим                                                        | • Хайке Меркер, Дэниэл Паркер и Джереми Вудхед — «Облачный атлас»                                | • Хайке Меркер, Дэниэл Паркер и Джереми Вудхед — «Облачный атлас»                          |
| Лучший грим                                                        | • Грегори Никотеро, Ховард Бергер, Питер Монтагна и Джули Хьюитт — «Хичкок»                      |                                                                                            |
| Лучший грим                                                        | • Питер Кинг, Рик Финдлатер и Тами Лэйн — «Хоббит: Нежданное путешествие»                        |                                                                                            |
| Лучший грим                                                        | • Дэвид Марти, Монтсе Рибе и Васит Сучитта — «Невозможное»                                       |                                                                                            |
| Лучший грим                                                        | • Наоми Донн, Дональд Моуэт и Лав Ларсон — «007: Координаты „Скайфолл“»                          |                                                                                            |
| Лучший грим                                                        | • Жан Энн Блэк и Фэй фон Шредер — «Сумерки. Сага: Рассвет — Часть 2»                             |                                                                                            |
| Лучшие спецэффекты                                                 | • Янек Сиррс, Джефф Уайт, Гай Уильямс и Дэн Судик — «Мстители»                                   | • Янек Сиррс, Джефф Уайт, Гай Уильямс и Дэн Судик — «Мстители»                             |
| Лучшие спецэффекты                                                 | • Грэди Кофер, Пабло Хельман, Джини Кинг и Берт Далтон — «Морской бой»                           |                                                                                            |
| Лучшие спецэффекты                                                 | • Джо Леттери, Эрик Сэйндон, Дэвид Клэйтон и Р. Кристофер Уайт — «Хоббит: Нежданное путешествие» |                                                                                            |
| Лучшие спецэффекты                                                 | • Крис Корбоулд, Питер Чианг, Скотт Р. Фишер и Сью Роу — «Джон Картер»                           |                                                                                            |
| Лучшие спецэффекты                                                 | • Билл Вестенхофер, Гийом Рошерон, Эрик-Ян Де Бур и Дональд Р. Эллиотт — «Жизнь Пи»              |                                                                                            |
| Лучшие спецэффекты                                                 | • Седрик Николас-Троян, Филип Бреннан, Нил Корбоулд и Майкл Доусон — «Белоснежка и охотник»      |                                                                                            |

### Телевизионные награды
| Категория                                               | Лауреаты и номинанты                                                           | Лауреаты и номинанты                                                                   | Лауреаты и номинанты                                           |
| ------------------------------------------------------- | ------------------------------------------------------------------------------ | -------------------------------------------------------------------------------------- | -------------------------------------------------------------- |
| Лучший телесериал, сделанный для эфирного телевидения   | • Революция / Revolution                                                       | • Революция / Revolution                                                               | • Революция / Revolution                                       |
| Лучший телесериал, сделанный для эфирного телевидения   | • Элементарно / Elementary                                                     |                                                                                        |                                                                |
| Лучший телесериал, сделанный для эфирного телевидения   | • Последователи / The Following                                                |                                                                                        |                                                                |
| Лучший телесериал, сделанный для эфирного телевидения   | • Грань / Fringe                                                               |                                                                                        |                                                                |
| Лучший телесериал, сделанный для эфирного телевидения   | • Однажды в сказке / Once Upon a Time                                          |                                                                                        |                                                                |
| Лучший телесериал, сделанный для эфирного телевидения   | • Сверхъестественное / Supernatural                                            |                                                                                        |                                                                |
| Лучший телесериал, сделанный для кабельного телевидения | • Ходячие мертвецы / The Walking Dead                                          | • Ходячие мертвецы / The Walking Dead                                                  | • Ходячие мертвецы / The Walking Dead                          |
| Лучший телесериал, сделанный для кабельного телевидения | • Американская история ужасов: Психушка / American Horror Story: Asylum        |                                                                                        |                                                                |
| Лучший телесериал, сделанный для кабельного телевидения | • Декстер / Dexter                                                             |                                                                                        |                                                                |
| Лучший телесериал, сделанный для кабельного телевидения | • Воздействие / Leverage                                                       |                                                                                        |                                                                |
| Лучший телесериал, сделанный для кабельного телевидения | • Убийство / The Killing                                                       |                                                                                        |                                                                |
| Лучший телесериал, сделанный для кабельного телевидения | • Настоящая кровь / True Blood                                                 |                                                                                        |                                                                |
| Лучший телесериал, ориентированной на молодёжь          | • Волчонок / Teen Wolf                                                         | • Волчонок / Teen Wolf                                                                 | • Волчонок / Teen Wolf                                         |
| Лучший телесериал, ориентированной на молодёжь          | • Стрела / Arrow                                                               |                                                                                        |                                                                |
| Лучший телесериал, ориентированной на молодёжь          | • Красавица и чудовище / Beauty and the Beast                                  |                                                                                        |                                                                |
| Лучший телесериал, ориентированной на молодёжь          | • Доктор Кто / Doctor Who                                                      |                                                                                        |                                                                |
| Лучший телесериал, ориентированной на молодёжь          | • Мерлин / Merlin                                                              |                                                                                        |                                                                |
| Лучший телесериал, ориентированной на молодёжь          | • Дневники вампира / The Vampire Diaries                                       |                                                                                        |                                                                |
| Лучшая телепостановка (Best Television Presentation)    | • Во все тяжкие / Breaking Bad                                                 | • Во все тяжкие / Breaking Bad                                                         | • Во все тяжкие / Breaking Bad                                 |
| Лучшая телепостановка (Best Television Presentation)    | • Континуум / Continuum                                                        |                                                                                        |                                                                |
| Лучшая телепостановка (Best Television Presentation)    | • Рухнувшие небеса / Falling Skies                                             |                                                                                        |                                                                |
| Лучшая телепостановка (Best Television Presentation)    | • Игра престолов / Game of Thrones                                             |                                                                                        |                                                                |
| Лучшая телепостановка (Best Television Presentation)    | • Мир без конца / World Without End                                            |                                                                                        |                                                                |
| Лучшая телепостановка (Best Television Presentation)    | • Семейка монстров / Mockingbird Lane                                          |                                                                                        |                                                                |
| Лучшая телепостановка (Best Television Presentation)    | • Спартак: Война проклятых / Spartacus: War of the Damned                      |                                                                                        |                                                                |
| Лучший телеактёр                                        | Брайан Крэнстон                                                                | • Брайан Крэнстон — «Во все тяжкие» (за роль Уолтера Уайта)                            | Кевин Бэйкон                                                   |
| Лучший телеактёр                                        | Брайан Крэнстон                                                                | • Кевин Бэйкон — «Последователи» (за роль Райана Харди)                                | Кевин Бэйкон                                                   |
| Лучший телеактёр                                        | Брайан Крэнстон                                                                | • Билли Бёрк — «Революция» (за роль Майлса Мэтисона)                                   | Кевин Бэйкон                                                   |
| Лучший телеактёр                                        | Брайан Крэнстон                                                                | • Майкл Си Холл — «Декстер» (за роль Декстера Моргана)                                 | Кевин Бэйкон                                                   |
| Лучший телеактёр                                        | Брайан Крэнстон                                                                | • Джошуа Джексон — «Грань» (за роль Питера Бишопа)                                     | Кевин Бэйкон                                                   |
| Лучший телеактёр                                        | Брайан Крэнстон                                                                | • Тимоти Хаттон — «Воздействие» (за роль Нэйтана Форда)                                | Кевин Бэйкон                                                   |
| Лучший телеактёр                                        | Брайан Крэнстон                                                                | • Эндрю Линкольн — «Ходячие мертвецы» (за роль Рика Граймса)                           | Кевин Бэйкон                                                   |
| Лучшая телеактриса                                      |                                                                                | • Анна Торв — «Грань» (за роль Оливии Данэм)                                           | • Анна Торв — «Грань» (за роль Оливии Данэм)                   |
| Лучшая телеактриса                                      | • Мун Бладгуд — «Рухнувшие небеса» (за роль Энн Гласс)                         |                                                                                        |                                                                |
| Лучшая телеактриса                                      | • Мирей Инос — «Убийство» (за роль Сары Линден)                                |                                                                                        |                                                                |
| Лучшая телеактриса                                      | • Сара Полсон — «Американская история ужасов: Психушка» (за роль Ланы Уинтерс) |                                                                                        |                                                                |
| Лучшая телеактриса                                      | • Шарлотта Райли — «Мир без конца» (за роль Кэрис)                             |                                                                                        |                                                                |
| Лучшая телеактриса                                      | • Трэйси Спиридакос — «Революция» (за роль Чарли Мэтисон)                      |                                                                                        |                                                                |
| Лучший телеактёр второго плана                          |                                                                                | • Джонатан Бэнкс — «Во все тяжкие» (за роль Майка Эрмантраута)                         | • Джонатан Бэнкс — «Во все тяжкие» (за роль Майка Эрмантраута) |
| Лучший телеактёр второго плана                          | • Джанкарло Эспозито — «Революция» (за роль капитана Тома Невилла)             |                                                                                        |                                                                |
| Лучший телеактёр второго плана                          | • Тодд Ласанс — «Спартак: Война проклятых» (за роль Юлия Цезаря)               |                                                                                        |                                                                |
| Лучший телеактёр второго плана                          | • Колм Мини — «Ад на колёсах» (за роль Томаса «Дока» Дюрана)                   |                                                                                        |                                                                |
| Лучший телеактёр второго плана                          | • Дэвид Моррисси — «Ходячие мертвецы» (за роль «Губернатора»)                  |                                                                                        |                                                                |
| Лучший телеактёр второго плана                          | • Джон Ноубл — «Грань» (за роль доктора Уолтера Бишопа)                        |                                                                                        |                                                                |
| Лучшая телеактриса второго плана                        | Лори Холден                                                                    | • Лори Холден — «Ходячие мертвецы» (за роль Андреа)                                    | • Лори Холден — «Ходячие мертвецы» (за роль Андреа)            |
| Лучшая телеактриса второго плана                        | Лори Холден                                                                    | • Дженнифер Карпентер — «Декстер» (за роль Дебры Морган)                               |                                                                |
| Лучшая телеактриса второго плана                        | Лори Холден                                                                    | • Сара Картер — «Рухнувшие небеса» (за роль Маргарет)                                  |                                                                |
| Лучшая телеактриса второго плана                        | Лори Холден                                                                    | • Анна Ганн — «Во все тяжкие» (за роль Скайлер Уайт)                                   |                                                                |
| Лучшая телеактриса второго плана                        | Лори Холден                                                                    | • Джессика Лэнг — «Американская история ужасов: Психушка» (за роль сестры Джуд Мартин) |                                                                |
| Лучшая телеактриса второго плана                        | Лори Холден                                                                    | • Бет Рисграф — «Воздействие» (за роль Паркер)                                         |                                                                |
| Лучшая гостевая роль в телесериале                      | Ивонн Страховски                                                               | • Ивонн Страховски — «Декстер» (за роль Ханны Маккей)                                  | • Ивонн Страховски — «Декстер» (за роль Ханны Маккей)          |
| Лучшая гостевая роль в телесериале                      | Ивонн Страховски                                                               | • Блэр Браун — «Грань» (за роль Нины Шарп)                                             |                                                                |
| Лучшая гостевая роль в телесериале                      | Ивонн Страховски                                                               | • Терри О’Куинн — «Рухнувшие небеса» (за роль Артура Манчестера)                       |                                                                |
| Лучшая гостевая роль в телесериале                      | Ивонн Страховски                                                               | • Лэнс Реддик — «Грань» (за роль Филлипа Бройлса)                                      |                                                                |
| Лучшая гостевая роль в телесериале                      | Ивонн Страховски                                                               | • Марк Шеппард — «Воздействие» (за роль Джима Стерлинга)                               |                                                                |
| Лучшая гостевая роль в телесериале                      | Ивонн Страховски                                                               | • Рэй Стивенсон — «Декстер» (за роль Исаака Сирко)                                     |                                                                |

### DVD / Blu-ray
| Категория                                | Лауреаты и номинанты                                                                                    |
| ---------------------------------------- | --- |
| Лучшее DVD / Blu-ray-издание фильма      | • Путь назад / Touchback                                                                                |
| Лучшее DVD / Blu-ray-издание фильма      | • Атлант расправил плечи: Часть 2 / Atlas Shrugged: Part II                                             |
| Лучшее DVD / Blu-ray-издание фильма      | • На цепи / Chained                                                                                     |
| Лучшее DVD / Blu-ray-издание фильма      | • Космополис / Cosmopolis                                                                               |
| Лучшее DVD / Blu-ray-издание фильма      | • Шкатулка проклятия / The Possession                                                                   |
| Лучшее DVD / Blu-ray-издание фильма      | • A Thousand Cuts                                                                                       |
| Лучшее специальное DVD / Blu-ray-издание | • Магазинчик ужасов (режиссёрская версия) / Little Shop of Horrors: Director’s Cut                      |
| Лучшее специальное DVD / Blu-ray-издание | • Челюсти / Jaws (100th Anniversary Edition)                                                            |
| Лучшее специальное DVD / Blu-ray-издание | • Лоуренс Аравийский / Lawrence of Arabia (50th Anniversary Collector’s Edition)                        |
| Лучшее специальное DVD / Blu-ray-издание | • Вампиры / Les Vampires (Les Vampires Classics Edition)                                                |
| Лучшее специальное DVD / Blu-ray-издание | • Страх и вожделение / Fear and Desire (Stanley Kubrick’s Fear and Desire)                              |
| Лучший DVD / Blu-ray-сборник             | • Universal Classic Monsters: The Essential Collection                                                  |
| Лучший DVD / Blu-ray-сборник             | • Alfred Hitchcock: The Masterpiece Collection                                                          |
| Лучший DVD / Blu-ray-сборник             | • Battle Royale: The Complete Collection                                                                |
| Лучший DVD / Blu-ray-сборник             | • Bond 50: The Complete 22 Film Collection                                                              |
| Лучший DVD / Blu-ray-сборник             | • Dark Shadows: The Complete Original Series                                                            |
| Лучший DVD / Blu-ray-сборник             | • The Ultimate Buster Keaton Blu-ray Collection                                                         |
| Лучшее DVD / Blu-ray-издание телесериала | • Звёздный путь: Следующее поколение (1-й и 2-й сезоны) / Star Trek: The Next Generation (Season 1 & 2) |
| Лучшее DVD / Blu-ray-издание телесериала | • В поисках… / In Search of…: The Complete Series                                                       |
| Лучшее DVD / Blu-ray-издание телесериала | • Бегство Логана / Logan’s Run: Complete Series                                                         |
| Лучшее DVD / Blu-ray-издание телесериала | • Река / The River: The Complete First Season                                                           |
| Лучшее DVD / Blu-ray-издание телесериала | • Шазам! / Shazam! The Complete Live-Action Series                                                      |
| Лучшее DVD / Blu-ray-издание телесериала | • Спартак: Месть / Spartacus: Vengeance — The Complete Second Season                                    |

## Специальные награды
| Награда                                                       | Лауреаты | Лауреаты                               |
| ------------------------------------------------------------- | -------- | -------------------------------------- |
| Премия за пожизненные достижения (Lifetime Achievement Award) |          | • Уильям Фридкин                       |
| The Dan Curtis Legacy Award                                   |          | • Винс Гиллиган                        |
| Visionary Award                                               |          | • Ричард Мэтисон (награждён посмертно) |
| Награда за достижения в карьере (Life Career Award)           |          | • Джонатан Фрейкс                      |